# 中国城市创意指数
中国城市创意指数是国内首个跨城市对比的文化产业竞争力指数，该指数可从纵向和横向两个角度对中国各大城市的文化产业发展现状进行评估。

## 创办者
该指数由深圳市宣传文化事业基金资助、深圳大学文化产业研究院主持开发。

## 方法
该指数基于波特的钻石模型、系统论等相关理论方法，构建了一个由要素推动力、需求拉动力、相关支撑力和产业影响力等4大模块、9个二级指标和18个三级指标构成的中国城市创意指数模型。该模型在考虑了人才、经费、科技、文化等资源推动的同时，还考虑了文化需求和消费潜力的拉动作用，以及通讯、网络等相关行业的支撑作用。此外，指标全部同时采取绝对值与相对值形式，指标汇总方法采用乘法模型而非加法模型。最终的指数体系包括1个综合指数（中国城市创意指数）和4个分指数（要素推动力指数、需求拉动力指数、相关支撑力指数、产业影响力指数）。

## 排名
2016年对中国50个大中型城市(含省会城市、副省级城市、直辖市及经济较发达的城市)进行了评估。指标原始数据来源于城市统计年鉴、统计公报、区域经济年鉴及相关政府数据来源。计算结果显示，北京、上海、深圳、广州、杭州、苏州、天津、南京、青岛、武汉分别位居中国城市创意指数榜前十强。